# Dulverton
Dulverton is een civil parish in het bestuurlijke gebied West Somerset, in het Engelse graafschap Somerset, met 1408 inwoners.